# Chuchure
Chuchure – gaun wikas samiti w środkowej części Nepalu w strefie Dźanakpur w dystrykcie Ramechhap. Według nepalskiego spisu powszechnego z 2001 roku liczył on 506 gospodarstw domowych i 2738 mieszkańców (1415 kobiet i 1323 mężczyzn).